# Another Scandal
Another Scandal è un film muto del 1924 diretto da Edward H. Griffith.

## Produzione
Il film fu prodotto dalla Tilford Cinema Corporation. Venne girato in Florida.

## Distribuzione
Distribuito dalla Producers Distributing Corporation (PDC) e da W.W. Hodkinson, il film uscì nelle sale cinematografiche USA il 22 giugno 1924.